# Hans Hönlein
Hans Hönlein (* 2. Juli 1875 in Lohr am Main; † 26. September 1952 ebenda) war ein deutscher Arzt, Sanitätsrat, Heimatforscher der Spessart-Region und Vorsitzender des Spessartbundes. Von seinen Zeitgenossen erhielt er den Beinamen „Spessartvater“.

## Berufsleben
Hans Hönlein besuchte die Lateinschule in Lohr am Main und das Gymnasium Münnerstadt. Nach dem Abitur begann er ein Studium der Medizin an der Universität Würzburg, wo er sich dem Corps Bavaria anschloss.
Nach mehreren Stationen seiner ärztlichen Tätigkeit wurde er Leiter der 1914 gegründeten Lungenheilstätte Maria-Theresia-Heim oberhalb von Sackenbach am Main, heute Ortsteil von Lohr.
Am 2. September 1937 beantragte er die Aufnahme in die NSDAP und wurde rückwirkend zum 1. Mai desselben Jahres aufgenommen (Mitgliedsnummer 4.642.155).

## Ehrenamtliches Engagement

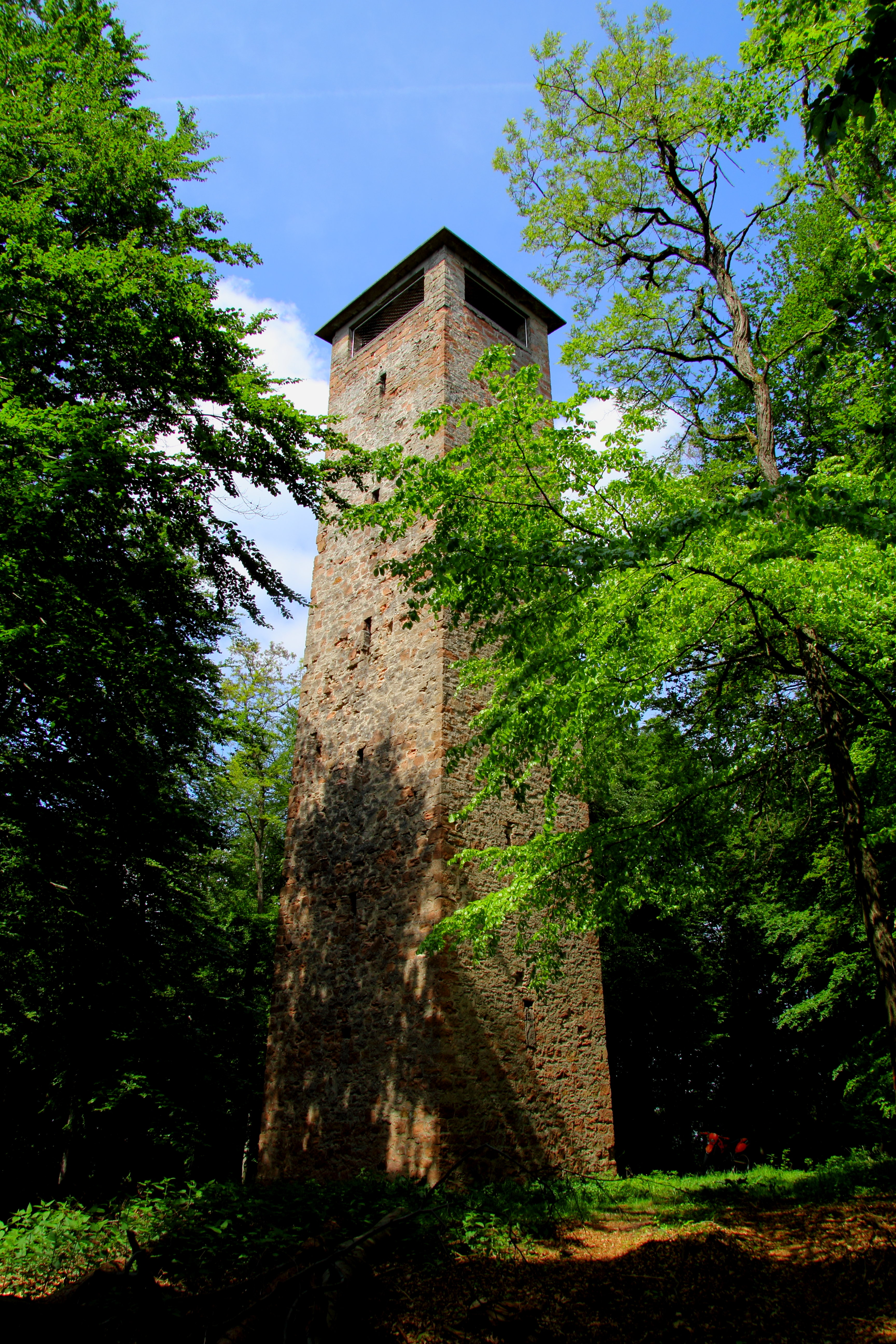
Dr.-Hönlein-Turm auf dem Berg Stengerts in Aschaffenburg-Schweinheim

In seiner freien Zeit engagierte er sich als Archivpfleger für den Landkreis Lohr. Im Jahre 1932 wurde er 1. Vorsitzender des Spessartbundes. Besonderer Erfolg war der über Jahre hinweg betriebene Aufbau der „Spessartbibliothek“, einer umfangreichen Sammlung auch seltener Literatur über die Spessartregion. Diese Bibliothek wurde im Jahre 1953 vom Geschichts- und Kunstverein Aschaffenburg erworben. Hönlein verfasste auch selbst viele Aufsätze und Bücher zur Geschichte des Spessartraumes.
Als 1. Vorsitzender des Spessartbundes wies Hönlein damals sämtliche Ortsgruppen an, schriftlich zu garantieren, dass jeder nichtarische Einfluss in den Vereinen des Spessartbundes auszuschalten ist. Viele jüdische Mitglieder wurden daraufhin ausgeschlossen.
Die Marktgemeinde Frammersbach verlieh Hönlein am 3. März 1951 die Ehrenbürgerwürde für seine Schrift „Die Frammersbacher Fuhrleute und die Gippentracht ihrer Frauen“.
In Aschaffenburg erinnert an ihn der Hönleinweg, in Haibach und in Lohr-Sackenbach gibt es jeweils eine Dr.-Hans-Hönlein-Straße.
Der auf seine Anregung hin errichtete Aussichtsturm auf dem Berg Stengerts in der Gemarkung Schweinheim (Aschaffenburg) wurde nach dem Zweiten Weltkrieg von Hindenburgturm in Dr.-Hönlein-Turm umbenannt.

## Werke
- Ein Beitrag zur Kasuistik der tuberkulösen Pylorusstenosen, 1912
- Geschichte der Studienanstalten in Lohr am Main, 1930
- Die Frammersbacher Fuhrleute und die Gippentracht ihrer Frauen: ein Beitrag zu deren Geschichte, 1949
- Staats-Oberbibliothekar Doktor Dr. Hans Leimeister : d. Bibliograph d. Spessartgebietes, 1951
- Zollberger Chronik. Humoresken aus Alt-Lohr um 1900, Lohr am Main: Geschichts- und Museumsverein, 2005

## Einzelbelege
1. ↑  Bundesarchiv R 9361-IX KARTEI/16120135
2. ↑  https://aschaffenburgzweinull.stadtarchiv-digital.de/dossier-hans-hoenlein/
3. ↑  http://www.frammersbach.de/seite/bs/marktgemeinde/0947:23/-/Ehrenbuerger.html

| Personendaten    | Personendaten                                                                          |
| ---------------- | -------------------------------------------------------------------------------------- |
| NAME             | Hönlein, Hans                                                                          |
| KURZBESCHREIBUNG | deutscher Arzt, Heimatforscher der Spessart-Region und Vorsitzender des Spessartbundes |
| GEBURTSDATUM     | 2. Juli 1875                                                                           |
| GEBURTSORT       | Lohr am Main                                                                           |
| STERBEDATUM      | 26. September 1952                                                                     |
| STERBEORT        | Lohr am Main                                                                           |